# Me gustas mucho (canción de Juan Gabriel)
«Me gustas mucho» es el título de una canción compuesta por el compositor mexicano Juan Gabriel y popularizada por la cantante española Rocío Dúrcal.

## Descripción
Tras el éxito alcanzado con su primer LP de rancheras, titulado Rocío Dúrcal canta a Juan Gabriel, la cantante madrileña publica un año después un segundo volumen con canciones igualmente compuestas por el compositor mexicano. Me gustas mucho se convirtió en el primer sencillo del disco, y el gran éxito de este álbum, alcanzando importantes ventas tanto en España como en México y el resto de Latinoamérica.

## Versiones
El tema fue versionado por el grupo infantil español Parchís en 1979. También cuentan con su propia versión de un corte del tema, la banda española La Década Prodigiosa en el popurrí "Una fiesta especial" de su LP Los años 70 (1987). Interpretado a dúo por Amaia Montero con Rocío Dúrcal en el disco homenaje a la artista titulado Una estrella en el cielo (2010). A mencionar igualmente la imitación de la cantante original interpretando este tema por Angy Fernández en el talent show español Tu cara me suena (2011). El guitarrista español Diego Garcia Twanguero grabó una versión instrumental en su disco "Panamerica", editado por Cosmica Records en 2024.